# Zanthoxylum petiolare
Zanthoxylum petiolare är en vinruteväxtart som beskrevs av A. St.-hil. & Tul.. Zanthoxylum petiolare ingår i släktet Zanthoxylum och familjen vinruteväxter. Inga underarter finns listade i Catalogue of Life.